# Abdullah Zubromawi
Abdullah Sulaiman Zubromawi (arabisch عبد الله سليمان زبرماوي, DMG ʿAbd Allāh Sulaimān Zubramāwī; * 15. November 1973 in Dschidda) ist ein ehemaliger saudi-arabischer Fußballspieler und bestritt in seiner Laufbahn 141 Spiele für die A-Nationalmannschaft seines Landes.

## Karriere

### Klub
Er begann seine Karriere bei al-Ahli und wechselte zur Saison 1991/92 aus der U23 des Klubs in die erste Mannschaft. Mit dieser gewann er in der Saison 1997/98 den Saudi Crown Prince Cup. Zum Jahresstart 2001 wechselte er schließlich weiter in den Kader von al-Hilal, wo er noch einmal erst 2001/02 Meister wurde und in der Folgesaison auch den Crown Prince Cup gewann. Zur Spielzeit 2006/07 ging es schließlich noch einmal weiter zum Damac FC, wo er dann nach zwei weiteren Jahren auch seiner Karriere beendete.

### Nationalmannschaft
Sein erster bekannter Einsatz für die Nationalmannschaft war bereits am 18. April 1993 bei einem 3:1-Freundschaftsspielsieg über Neuseeland. Hier wurde er zur zweiten Halbzeit für Abdullah ad-Dusari eingewechselt. Nach einigen weiteren Freundschaftsspielen stand er später auch im Kader der Weltmeisterschaft 1994 und wurde hier in zwei Gruppenspielen sowie dem Achtelfinale eingesetzt.
Ein paar Wochen danach ging es gleich weiter bei den Asienspielen 1994, wo er es mit seiner Mannschaft bis ins Viertelfinale schaffte. Als Gastgeber nahm Saudi-Arabien gleich zum Beginn des Jahres auch am König-Fahd-Pokal 1995 teil, hier erhielt er ebenfalls in beiden Partien der Mannschaft bei diesem Turnier Einsatzzeit. Das nächste große Turnier war schließlich nach dem Golfpokal 1996 die Asienmeisterschaft 1996, wo er auch im Kader war und mit seiner Mannschaft am Ende den Titel gewann. Er selbst kam auch in jedem Spiel zum Einsatz.
Auch 1996 war er für sein Land im Kader der Fußball-Mannschaft bei den Olympischen Spielen 1996, wo man in der Gruppe jedoch nur Letzter wurde.
Nach Einsätzen in der erfolgreichen Qualifikation für die Weltmeisterschaft 1998 nahm seine Mannschaft als Gastgeber auch am erstmals ausgetragenen Konföderationen-Pokal der Ausgabe 1997 teil. In zwei der drei Partien kam er hier dann auch zum Einsatz. Bei der Weltmeisterschaft selber stand er bei jeder Partie der Gruppenphase auf dem Platz, wonach seine Mannschaft dann aber auch ausschied.
Nach Einsätzen beim Arabischen Nationenpokal 1998, welcher am Ende über Katar gewonnen werden konnte, ging es im selben Jahr noch weiter zum Golfpokal 1998. Sein drittes Konföderierten-Turnier war schließlich dann auch die Austragung im Jahr 1999, da seine Mannschaft als amtierender Asienmeister qualifiziert war. Bei der Asienmeisterschaft 2000 kam er hingegen nur in den Gruppenspielen zum Einsatz, hier verlor seine Mannschaft im Finale gegen Japan und konnte so ihren Titel nicht verteidigen. Beim Golfpokal 2002 konnte er mit seiner Mannschaft schließlich noch einmal ein Turnier gewinnen. Sein letztes Turnier wurde somit die Weltmeisterschaft 2002, wo er mit seiner Mannschaft in keinem der Gruppenspiele einen Punktgewinn erzielen konnte und somit mit zwölf Gegentoren ausschied. Nach der Weltmeisterschaft beendete er seine Karriere in der saudi-arabischen Auswahl. Zu diesem Zeitpunkt war er eigentlich ununterbrochen nahezu zwanzig Jahre in Partien für seine Mannschaft aufgelaufen.